# Dryadella lueriana
Dryadella lueriana är en orkidéart som beskrevs av Germán Carnevali och Gustavo Adolfo Romero. Dryadella lueriana ingår i släktet Dryadella och familjen orkidéer. Inga underarter finns listade i Catalogue of Life.